# Tiertransporter (Schiffstyp)

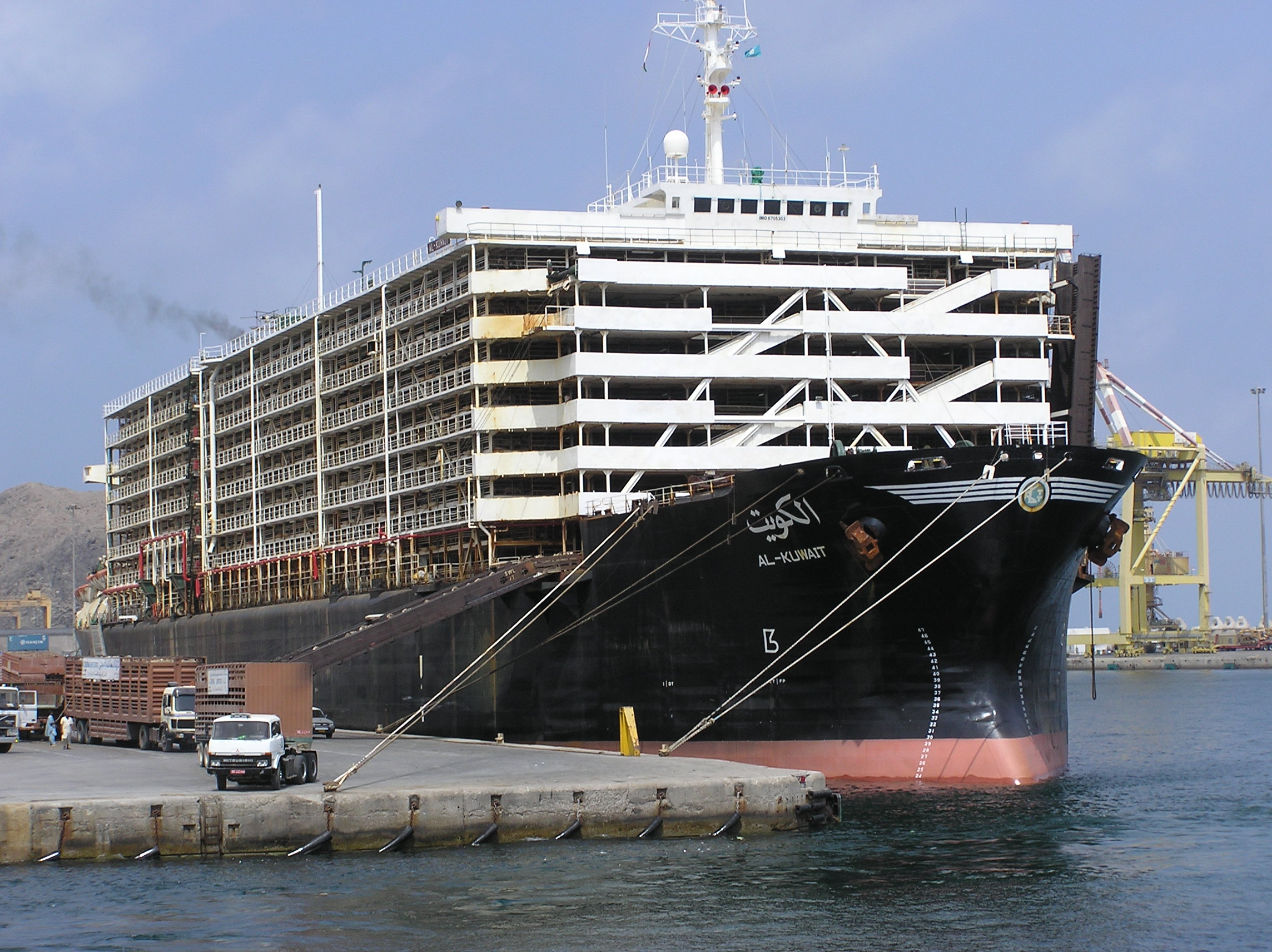
Der Tiertransporter Al-Kuwait

Tiertransporter (auch Viehtransporter oder Tiertransportschiff genannt) sind Frachtschiffe, die überwiegend zum Transport von lebenden Schlachttieren verwendet werden, beispielsweise Rindern, Schafen; seltener Pferde oder Kamele. Auch Nutz- oder Zuchttiere werden in geringem Umfang mit Schiffen befördert.

## Geschichte

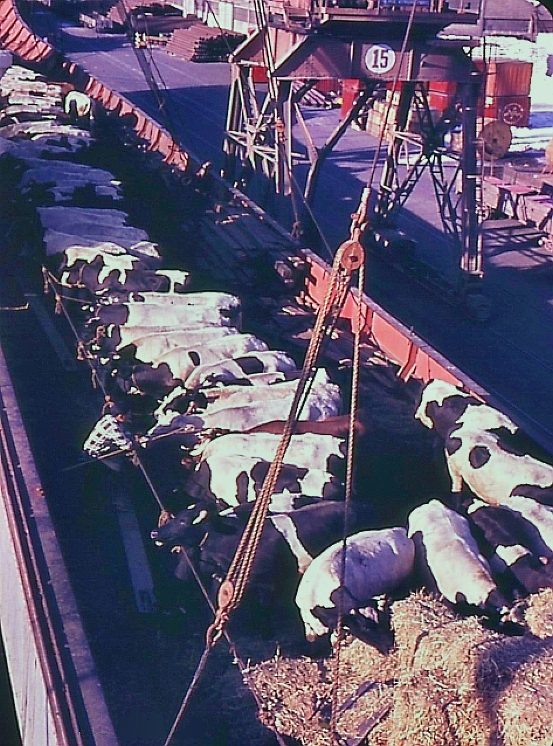
Schlachtviehtransport zwischen chilenischen Häfen an Deck eines Frachtschiffs, 1963

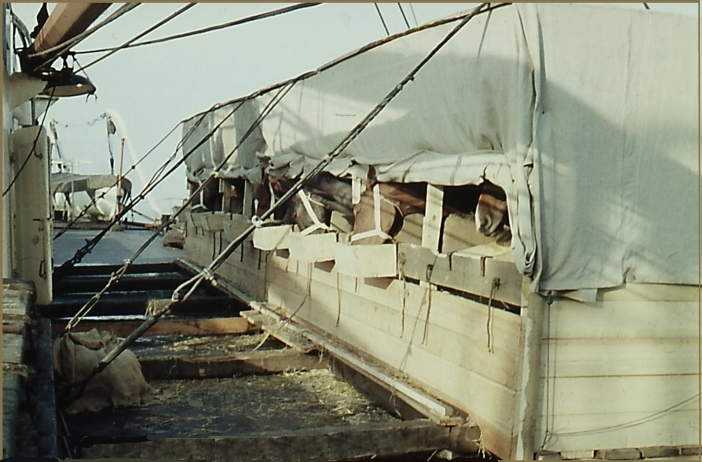
Pferde in Boxen an Deck eines Frachtschiffs, 1959

Der Bericht über die Arche Noah in der Bibel ist die älteste Aufzeichnung über einen Tiertransport. Weitere Berichte über den Transport von Pferden berittener Krieger stammen aus dem Altertum und dem Mittelalter. Bekannt ist auch, dass spanische Eroberer Pferde auf ihren Schiffen nach Süd- und Mittelamerika mitnahmen.
Die ersten Tiertransporter im heutigen Sinn waren Segelschiffe, die zum Schlachtviehtransport über kürzere Entfernungen eingesetzt wurden. Mit dem Siegeszug der Dampfschiffe wurden auch diese auf solchen Routen eingesetzt. Durch das starke Wachstum der Viehwirtschaft in Südamerika und Australien wurden zunächst auch größere Mengen an Schlachtvieh über weite Strecken verschifft. Dazu wurden stets normale Stückgutschiffe genutzt. 
Carl von Linde erfand um 1870 die moderne Kältemaschine, was schnell dazu führte, dass Tiere im großen Maßstab in ihren Herkunftsländern geschlachtet, verarbeitet und das Fleisch auf Kühlschiffen transportiert wurden. Der Transport von Schlachtvieh über kürzere Strecken fand weiterhin auf normalen Schiffen statt. Schließlich ist der Transport lebender Tiere billiger als der von gekühltem Fleisch.
Schon in den 1930er Jahren wurden als solches konstruierte Tiertransporter neu gebaut, aber erst ab den 1960er Jahren wuchs der Transport von lebenden Schlachttieren so stark, dass man sich verstärkt mit dem Bau von reinen Tiertransportern zu beschäftigen begann, wobei zunächst bestehende Schiffe für den Tiertransport umgerüstet wurden. Es werden jedoch auch Tiertransporter neu gebaut.
Aus der Europäischen Union werden pro Jahr rund eine Million lebende Kälber auf Tiertransportern exportiert, vor allem nach Nordafrika, in den Nahen Osten und in die Türkei.
Die Meyer Werft ist eine der wenigen deutschen Werften, die sich mehrfach mit dem Umbau von Schiffen zu Viehtransportern (Livestock Carriers) beschäftigt hat. Die Schiffbauingenieure der Werft und der Zulieferindustrie entwickelten dazu automatische Fütterungs- und Entmistungsanlagen.

## Beispielschiffe

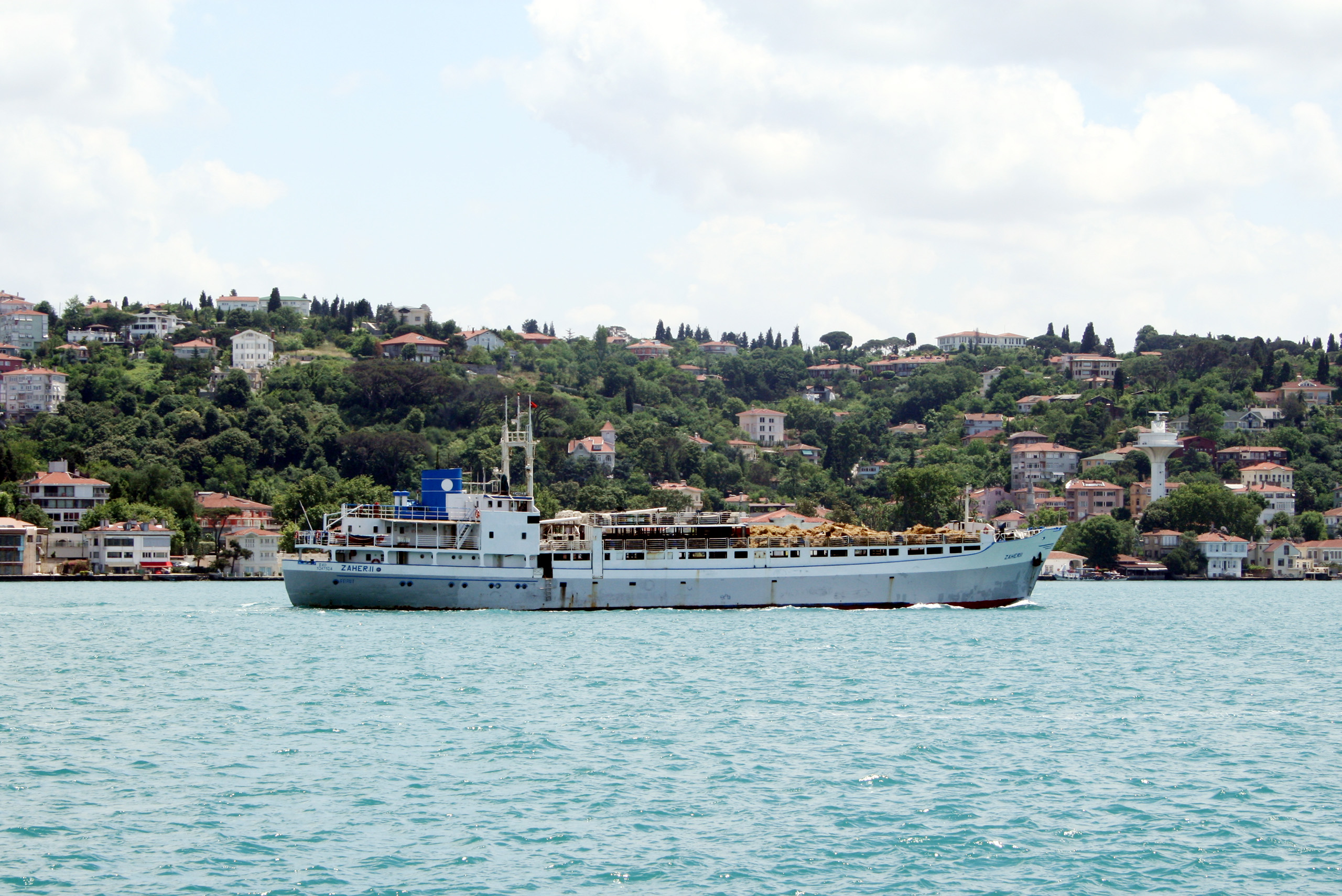
Die zum Tiertransporter umgebaute Zaher II auf dem Bosporus

Die abgebildete Zaher II wurde 1961 als Küstenmotorschiff Nashira auf der niederländischen Boele’s Scheepswerven in Bolnes gebaut und später zum Tiertransporter umgebaut. Nach einer erstaunlich langen Dienstzeit von über 50 Jahren wurde das Fahrzeug im Sommer 2015 in Aliağa verschrottet.
Die Linda Clausen wurde 1972 als Passagierschiff Cunard Ambassador gebaut. Nachdem das Schiff 1974 nach einem Maschinenraumbrand zum Totalverlust erklärt worden war, wurde es an die Firma C. Clausen D/S in Kopenhagen verkauft und zum Tiertransporter umgebaut. Nach einem Maschinenraumbrand im Jahr 1984 wurde es verschrottet.
Ein besonders großer Tiertransporter war die Al Shuwaikh. Sie wurde 1966 in Japan als Tanker Erviken für eine norwegische Reederei gebaut und 1981 bei der Meyer Werft um knapp 50 Meter verkürzt und zum Tiertransporter umgebaut. Sie fuhr bis zu ihrer Verschrottung im Herbst 2012 unter dem Namen Al Kuwait. Sie konnte etwa 125.000 Schafe transportieren.

## Tierschutz
Trotz umfangreicher Vorschriften kommt es auf diesen Schiffen immer wieder zu Verletzungen und zum Tod von beförderten Tieren. Auf Schiffen gibt es keine Begrenzung der Transportzeit und oft leiden die Tiere unter der Hitze. Nach dem im Jahr 2020 die Gulf Livestock 1 mit rund 5800 Rindern an Bord sank, hat die neuseeländische Regierung Lebendexporte per Tiertransporter vorübergehend untersagt und im April 2021 das Verbot definitiv ausgesprochen.

## Sonstiges
Rund 80 Prozent aller Tiertransporter sind für einen anderen Zweck (zum Beispiel Öltanker, Fähre) konstruiert worden. Beim Umbau zum Tiertransporter werden die Ställe nach oben gebaut. Das beeinflusst die Stabilität des Schiffes: der Schwerpunkt ist relativ hoch und der Wind hat durch die hohen Aufbauten viel Angriffsfläche. Wenn die Tiere Bewegungsfreiheit haben, bewegen sie sich bei einer Schräglage des Schiffs alle zu einer Seite.
Tiertransporter gehen doppelt so häufig verloren wie andere Frachtschiffe.